# Saab 9X

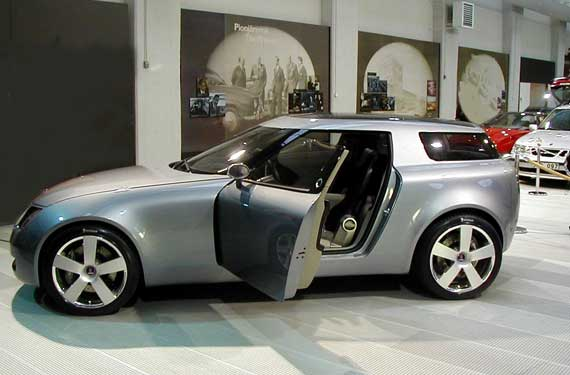
Saab 9-X på Saabmuseet

Saab 9X är en konceptbil från Saab, första "moderna" konceptbilen, sedan EV-1 som kom 1985. Bilen var tänkt som en fingervisning av Saabs kommande formspråk, samt en del andra ganska intressanta lösningar.
Bilen är både kupé, roadster, pickup och kombi, allt på samma gång, detta är möjligt tack vare en specialdesignad baklucka, och skjutbara glassektioner i taket, även golvet kan förlängas med upp till 20cm, genom en enda knapptryckning.
Bilen drivs av en 3,0 liters turbomatad V6 motor på 300 hk och kraften överförs därefter med en då nyutvecklad växellåda kopplad till alla fyra hjul med det svenskutvecklade Haldex-systemet.
Vid bilsalongen i Genève 2008 presenterade Saab en ytterligare konceptbil liknande 9X vid namn Saab 9-X BioHybrid.